# حات محيت
كانت حات محيت (أو حات إم حيت) في الديانة المصرية القديمة إلهة الأسماك في المنطقة المحيطة بمدينة بر با نب جت في دلتا النيل (منديس - محافظة الدقهلية) ، في الرسومات والتماثيل كانت تصور إما على هيئة سمكة أو امرأة تحمل سمكة أو تاجاً على رأسها، وقد كانت كذلك ربة الحياة والحماية.

## الاسم

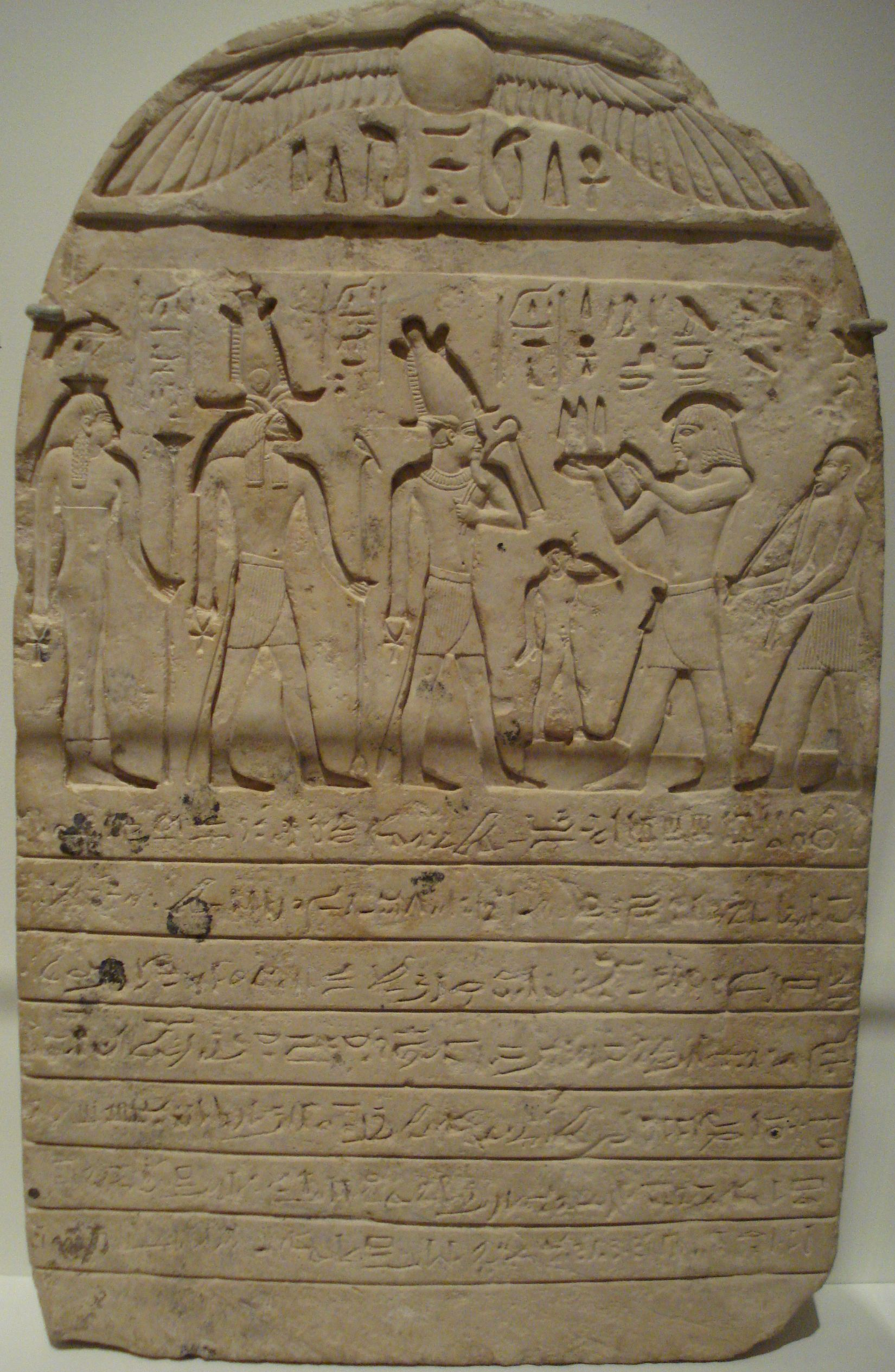
لوحة إهداء مجموعة أراضي لمعبد، يظهر عليها أحد الأمراء ويسمى حور نخت، يقدم علامة الحقول كرمز للأراضي للآلهة حور الصغير وأوزير وكبش منديس وحات محيت، مع نص يصب اللعنات على من يسيء استخدام هذه الأراضي أو يسحبها من المعبد، واللوحة مؤرخة بالعام 22 من عهد الملك شاشنق الثالث من الأسرة الثانية والعشرين.

اسمها يعني من تتقدم الأسماك أو قائدة الأسماك، وقد يكون لديها بعض الاتصال مه الإلهة حتحور التي هي واحدة من أقدم آلهة مصر والتي كان لها اسم آخر هو محيت ورت ، و يعني الطوفان العظيم، هذا قد يكون راجعا إلى أنه ينظر إليها على أنها نشأت من بقايا المياه البدائية (المحيط الأزلي نون) المتبقية من خلق كل الأشياء، الآلهة الأخرى المرتبطة بمياه الخلق البدائية الصنع هي موت و نونيت.
عند نشوء عبادة أوزوريس ، كان رد فعل شعب منديس هو القول بأن أوزوريس اكتسب سلطته بزواجه من حات محيت، على وجه الخصوص، كانت روح (با) أوزوريس، والمعروفة باسم با نب دد (يعني حرفيا روح رب الثبات في إشارة إلى أوزوريس) التي قيل إنها تزوجت حات محيت.
و عندما اعتُبر حورس ابناً لأوزوريس، وهو شكل له يعرف باسم هيربوكراتيس (حربوقراط أو حورس الطفل) عند الاغريق والرومان (حر با خرد بالمصرية القديمة)، كان بالتالي لابد من القول أن حر محيت هي أمه، وكزوجة أوزوريس وأم حورس أصبحت تعتبر شكلا آخر من أشكال إيزيس.